# Campeonato Europeo de Patinaje Artístico sobre Hielo de 2025
El CXVI Campeonato Europeo de Patinaje Artístico sobre Hielo se celebró en Tallin (Estonia) del 28 de enero al 2 de febrero de 2025 bajo la organización de la Unión Internacional de Patinaje sobre Hielo (ISU) y la Federación Estonia de Patinaje sobre Hielo.
Las competiciones se realizaron en el Estadio de Hielo Tondiraba de la capital estonia.

## Calendario
- Hora local de Estonia (UTC+2).

| Programa corto | Programa libre |

| Fecha        | Hora         | Evento            |
| ------------ | ------------ | ----------------- |
| 29 de enero  | 13:00– 15:55 | Parejas           |
| 29 de enero  | 17:00–21:45  | Femenino          |
| 30 de enero  | 13:10–17:55  | Masculino         |
| 30 de enero  | 19:00–21:50  | Parejas           |
| 31 de enero  | 12:30–16:50  | Danza sobre hielo |
| 31 de enero  | 18:00–21:50  | Femenino          |
| 1 de febrero | 13:00–16:20  | Danza sobre hielo |
| 1 de febrero | 18:00–21:50  | Masculino         |

## Resultados

### Masculino
| Puesto | Nombre           | País    | Puntos |
| ------ | ---------------- | ------- | ------ |
| Oro    | Lukas Britschgi  | Suiza   | 267,09 |
| Plata  | Nikolaj Memola   | Italia  | 262,61 |
| Bronce | Adam Siao Him Fa | Francia | 257,99 |

### Femenino
| Puesto | Nombre              | País    | Puntos |
| ------ | ------------------- | ------- | ------ |
| Oro    | Niina Petrõkina     | Estonia | 208,18 |
| Plata  | Anastasiya Gubanova | Georgia | 198,61 |
| Bronce | Nina Pinzarrone     | Bélgica | 191,44 |

### Parejas
| Puesto | Nombre                                | País     | Puntos |
| ------ | ------------------------------------- | -------- | ------ |
| Oro    | Minerva Hase / Nikita Volodin         | Alemania | 212,48 |
| Plata  | Sara Conti / Niccolò Macii            | Italia   | 206,89 |
| Bronce | Anastasiya Metiolkina / Luka Berulava | Georgia  | 191,88 |

### Danza sobre hielo
| Puesto | Nombre                                | País        | Puntos |
| ------ | ------------------------------------- | ----------- | ------ |
| Oro    | Charlène Guignard / Marco Fabbri      | Italia      | 212,12 |
| Plata  | Evgeniia Lopareva / Geoffrey Brissaud | Francia     | 206,76 |
| Bronce | Lilah Fear / Lewis Gibson             | Reino Unido | 206,02 |

## Medallero
| Núm. | País        | Oro | Plata | Bronce | Total |
| ---- | ----------- | --- | ----- | ------ | ----- |
| 1    | Italia      | 1   | 2     | 0      | 3     |
| 2    | Alemania    | 1   | 0     | 0      | 1     |
| 2    | Estonia     | 1   | 0     | 0      | 1     |
| 2    | Suiza       | 1   | 0     | 0      | 1     |
| 5    | Francia     | 0   | 1     | 1      | 2     |
| 5    | Georgia     | 0   | 1     | 1      | 2     |
| 7    | Bélgica     | 0   | 0     | 1      | 1     |
| 7    | Reino Unido | 0   | 0     | 1      | 1     |
|      | TOTAL       | 4   | 4     | 4      | 12    |